# Trichorhina
Trichorhina är ett släkte av kräftdjur. Trichorhina ingår i familjen myrbogråsuggor.

## Dottertaxa tillTrichorhina, i alfabetisk ordning[1][2]
- Trichorhina acuta
- Trichorhina aethiopica
- Trichorhina albida
- Trichorhina amazonica
- Trichorhina ambigua
- Trichorhina anophthalma
- Trichorhina argentina
- Trichorhina atlasi
- Trichorhina atoyacense
- Trichorhina australiensis
- Trichorhina bequaerti
- Trichorhina bicolor
- Trichorhina boliviana
- Trichorhina bonadonai
- Trichorhina boneti
- Trichorhina brasilensis
- Trichorhina buchnerorum
- Trichorhina caeca
- Trichorhina donaldsoni
- Trichorhina giannellii
- Trichorhina guanophila
- Trichorhina heterophthalma
- Trichorhina hoestlandti
- Trichorhina hospes
- Trichorhina isthmica
- Trichorhina kribensis
- Trichorhina lobata
- Trichorhina macrophthalma
- Trichorhina macrops
- Trichorhina mariani
- Trichorhina micros
- Trichorhina minima
- Trichorhina minutissima
- Trichorhina pallida
- Trichorhina papillosa
- Trichorhina paraensis
- Trichorhina pearsei
- Trichorhina pittieri
- Trichorhina quisquiliarum
- Trichorhina sicula
- Trichorhina silvestrii
- Trichorhina simoni
- Trichorhina squamapleotelsona
- Trichorhina squamata
- Trichorhina thermophila
- Trichorhina tomentosa
- Trichorhina triocellata
- Trichorhina triocis
- Trichorhina tropicalis
- Trichorhina vandeli
- Trichorhina xoltumae
- Trichorhina zimapanensis